# 닥터 화이트
《닥터 화이트》(ドクター・ホワイト)는 일본의 소설 시리즈이자 이를 원작으로 한 텔레비전 드라마이다. 2022년 1월 17일부터 3월 21일까지 방송되었다.

## 출연
- 유키무라 뱌쿠야 - 하마베 미나미
- 카리오카 마사키 - 에모토 타스쿠
- 타카모리 마리아 - 타키모토 미오리